# Matt Shively
Matthew James "Matt" Shively, Jr. (Hanford, California, 15 de septiembre de 1990) es un actor estadounidense conocido por su interpretación de Ryan en la serie de Nickelodeon, True Jackson, VP.

## Biografía
Shively nació en Hanford, California. Se interesó en la actuación en cuarto grado después de ver a Shia LaBeouf en el programa de televisión Even Stevens, y LeBeouf sigue siendo su inspiración para la actuación. Ha sido por un largo tiempo fan de la serie de televisión canadiense Degrassi: The Next Generation.
En su canal de YouTube cuenta su vida personal y su carrera. También tenía una banda, Connecting Channels, con su amigo el actor de Disney Channel, Sterling Knight.
Mantiene amistad con sus excompañeras de reparto Ashley Argota y Keke Palmer; y también con la actriz española Nathalia Ramos que se conocieron en un episodio de la serie True Jackson donde la actriz participó como la supermodelo Dakota North.

## Carrera
Shively ha obtenido pocos papeles a interpretar. Tuvo un rol pequeño en 2007 en la película Rattle Basket, y otra pequeña parte en un episodio de Zoey 101. Audiciono en varias ocasiones por el papel de Ryan en True Jackson, VP, y en esas ocasiones se le dijo que no obtuvo la parte. Fue llamado dos semanas después para audicionar de nuevo y obtuvo el rol. El programa ha recibido buenas críticas. A partir de junio de 2011, interpretará al Príncipe Sky en Winx Club. Shively se unió al elenco de la serie de Nickelodeon, The Troop en su segunda temporada como el personaje Kirby Bancroft-Cadworth III.

## Filmografía

### Televisión
| Año           | Título                             | Personaje                   | Notas                                              |
| ------------- | ---------------------------------- | --------------------------- | -------------------------------------------------- |
| 2008          | Zoey 101                           | Chico con Ira               | Episodio: "El Control de la Ira"                   |
| 2008—2011     | True Jackson, VP                   | Ryan Leslie Leaserbeam      | Papel principal, serie de TV Nickelodeon           |
| 2010          | I Owe My Life to Corbin Bleu       | Chico popular               | Cortometraje                                       |
| 2011          | Took a Bullet                      | Bill                        | Cortometraje                                       |
| 2011—2012     | The Troop                          | Kirby Bancroft-Cadworth III | Papel principal (temp. 2), serie de TV Nickelodeon |
| 2011—2013     | Winx Club                          | Príncipe Sky                | Coprotagonista                                     |
| 2012          | Bucket & Skinner's Epic Adventures | Teniente Collins            | Episodio: "Epic Break-Up"                          |
| 2012          | Last Man Standing                  | Elliot                      | 1 episodio                                         |
| 2012          | Never Fade Away                    | El otro #2                  | 1 episodio                                         |
| 2014          | CSI: Crime Scene Investigation     | Jacob Baker/Stoner #1       | 2 episodios                                        |
| 2014          | Teen Wolf                          | Oliver                      | 1 episodio                                         |
| 2014—2015     | Jessie                             | Hudson                      | 2 episodios                                        |
| 2015          | Resident Advisor                   | Mike Shelton                | 2 episodios                                        |
| 2016—2017     | The Real O'Neals                   | Jimmy O'Neal                | Protagonista, serie de TV ABC                      |
| 2019          | The Purge                          | Tucker                      | Protagonista, Serie de TV                          |
| 2019—2021     | American Housewife                 | Lonnie                      | Elenco recurrente, serie de TV (9 episodios)       |
| 2021          | Mark, Mary & Some Other People     | AJ                          | Elenco principal, película                         |
| 2021          | Total Badass Wrestling             | Nate                        | Elenco principal, serie de TV (10 episodios)       |
| 2022          | Players                            | Frugger                     | Elenco recurrente, serie de TV (8 episodios)       |
| 2022—presente | Lopez vs. Lopez                    | Quinten                     | Elenco principal, serie de TV                      |
| 2024          | Bad Monkey                         | James Mayberry              | Invitado 1 episodio, serie de TV Apple TV          |

### Películas
| Año  | Título                    | Personaje    | Notas          |
| ---- | ------------------------- | ------------ | -------------- |
| 2012 | Actividad Paranormal 4    | Ben          | Protagonista   |
| 2012 | noobz                     | Oliver       |                |
| 2012 | April Apocalypse          | Terry        |                |
| 2012 | Barrio Tales              | Trevor       |                |
| 2013 | Feels So Good             | Zack         |                |
| 2014 | Expelled                  | Danny        |                |
| 2014 | How To Build A Better Boy | Bart Hartley | película de TV |
| 2015 | Still Life                | Oscar        |                |
| 2018 | Father of the Year        | Larry        |                |